# Dead Rising
Dead Rising — gra komputerowa z gatunku survival horror, której premiera odbyła się 8 sierpnia 2006 roku. Została wyprodukowana przez studio Capcom Production Studio 1 i wydana wyłącznie na konsolę Xbox 360 przez Capcom. W 2010 roku gra doczekała się kontynuacji zatytułowanej Dead Rising 2, a w 2013 na konsolę Xbox One wydano Dead Rising 3. Po 10 latach gra została wydana również na innych platformach takich jak: PC, PS4 i Xbox One

## Fabuła
Gracz wciela się w dziennikarza Franka Westa, który w pogoni za sławą udaje się do fikcyjnego, niewielkiego miasteczka Willamette położonego w stanie Kolorado. Miasto objęte jest kwarantanną z powodu infekcji przemieniającej ludzi w zombie. Pomimo tego reporterowi udaje się przedostać przez blokadę i wylądować w centrum handlowym. Frank próbuje rozwikłać zagadkę rozprzestrzeniającej się zarazy oraz uratować jak najwięcej ocalałych.

## Rozgrywka
Dead Rising to trzecioosobowy survival horror rozgrywający się w otwartym świecie. Gracz rozpoczyna grę posiadając jedynie aparat fotograficzny, telefon komórkowy oraz zegarek, który wskazuje pozostały czas do wykonania zadania. Za wykonanie misji gracz otrzymuje punkty doświadczenia dzięki, którym możliwe jest zwiększenie statystyk bohatera oraz zdobycie nowych umiejętności. Do eksterminacji zombie gracz może wykorzystywać walkę wręcz oraz wszelkie znalezione przedmioty, w tym wyspecjalizowane bronie.